# Konstantin Shtarkelov
 (juin 2024).
Konstantin Georgiev Shtarkelov (en bulgare : Константин Георгиев Щъркелов) est un peintre paysagiste bulgare, maître de l'aquarelle.

## Biographie
Né le 25 mars 1889 à Sofia, il est le fils du Georgi Shtarkelov, cordonnier originaire de Sofia, et de Maria Shturkelova, originaire de Niš.
Son grand-père paternel, Kolyo, était prêtre et était très grand, c'est pourquoi il a reçu le surnom de Shtark-Kolyo (littéralement Kolyo l'Autruche), qui s'est transformé en nom de famille pour donner Shturkelov. Il a deux frères, Milan et Dimitar. Maria (baptisée en l'honneur de sa grand-mère), la fille de Milan, épousera l'artiste Nikola Avramov.
En 1915, il obtient son diplôme de peinture de l'École nationale d'art et d'industrie de Sofia sous la direction du professeur Ivan Mrkvička. Il peint des paysages et des fleurs principalement à l'aquarelle, créant ainsi son propre style dans ce domaine, ce qui plaira beaucoup et le fera connaître. Parmi ses meilleures œuvres figurent des paysages du Rila, du Pirin, de Sofia ou encore de Tarnovo. Il fonde une école en Bulgarie destinée aux adeptes de l'aquarelle, qui contera de nombreux élèves. Ses peintures sont toujours appréciées aujourd'hui et sont très demandées.
« Quand je peins, qu'il s'agisse d'un paysage ou d'une fleur, j'entends de la musique ou bien parfois j'ai l'impression de lire des poèmes de Lermontov ou de Nadson. Et quand j'écoute un grand orchestre ou une chorale, je vois un paysage... Ces paysages, qui sont les jours de mes chansons tristes, ces petits mondes, sur lesquels l'âme se repose, transmettent leur humeur. C'est là que se situe la vraie vie. »

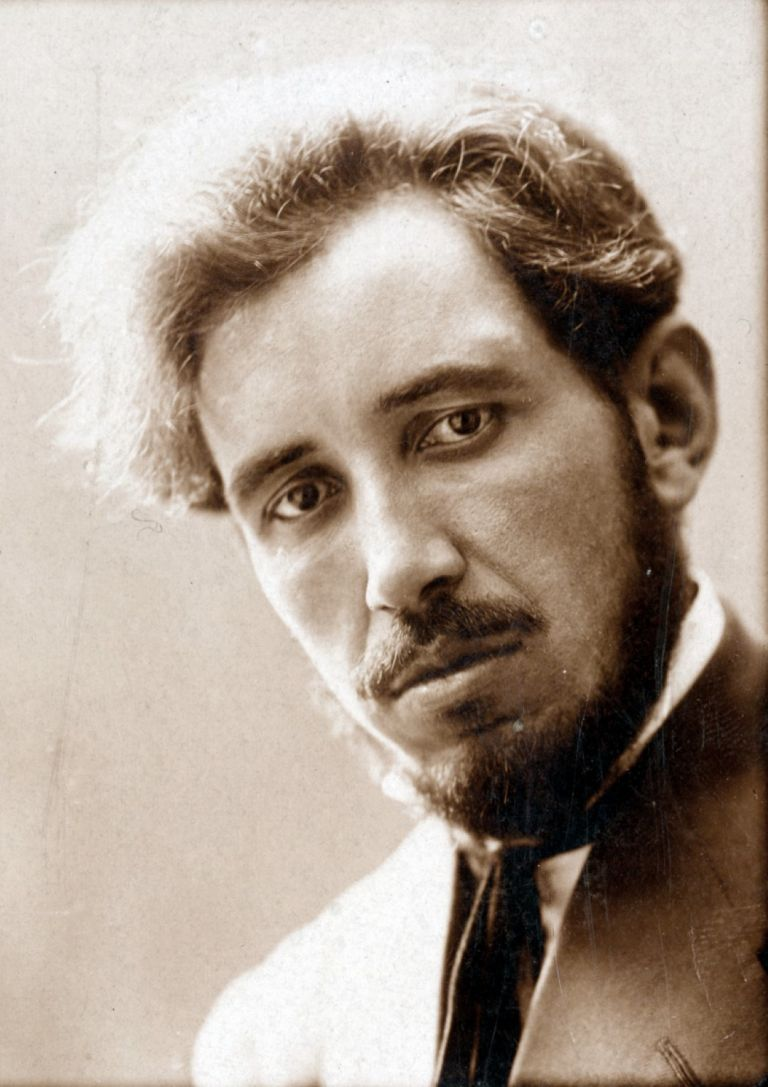
Konstantin Shtarkelov en 1913

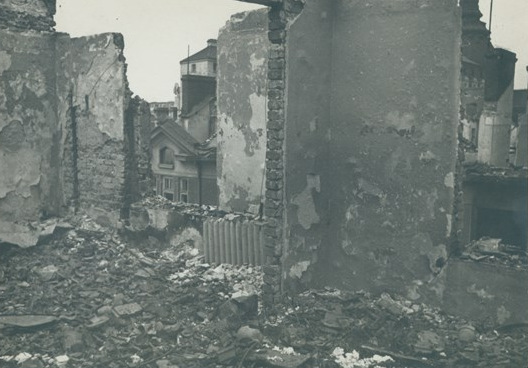
Photo de la maison de Konstantin Shtarkelov après le bombardement de Sofia pendant la Seconde Guerre mondiale

Après le coup d'État communiste du 9 septembre 1944, il fut déclaré «étranger aux idées progressistes et révolutionnaires, artiste officiel du régime bourgeois et favori royal». Shtarkelov est alors expulsé de l'Union des peintres bulgares et incarcéré cinq mois dans la prison centrale.
Il décède le 29 avril 1961 à Sofia.

## Hommages
Une rue du quartier "Iztok" à Sofia porte son nom. Ses archives personnelles sont conservées dans le fonds 2046K, aux Archives centrales, à Sofia.

## Œuvre
„Automne sur Sofia“ (1914), „La forteresse de Belogradtchik“ (1922), „Paysage. Rivière“ (1928), „Le canal du Vardar“ (1941), „Bouquet polonais“ (1955), „État“ (1961) et autres.

## Galerie

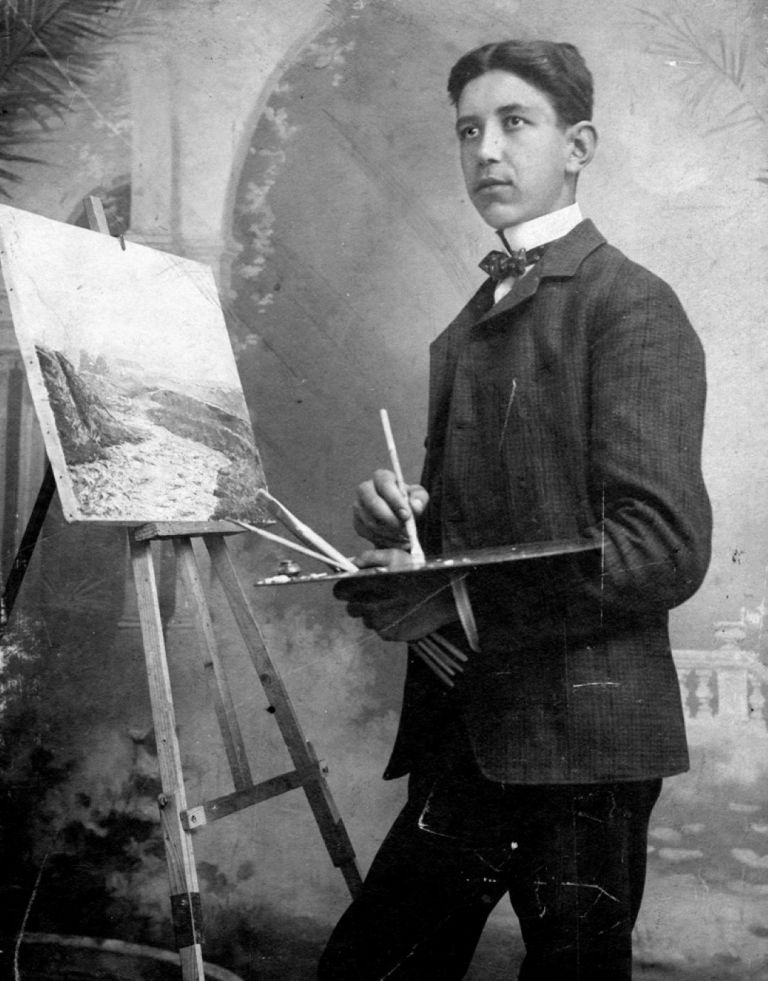
Konstantin Shtarkelov à l'École de peinture, 1907.
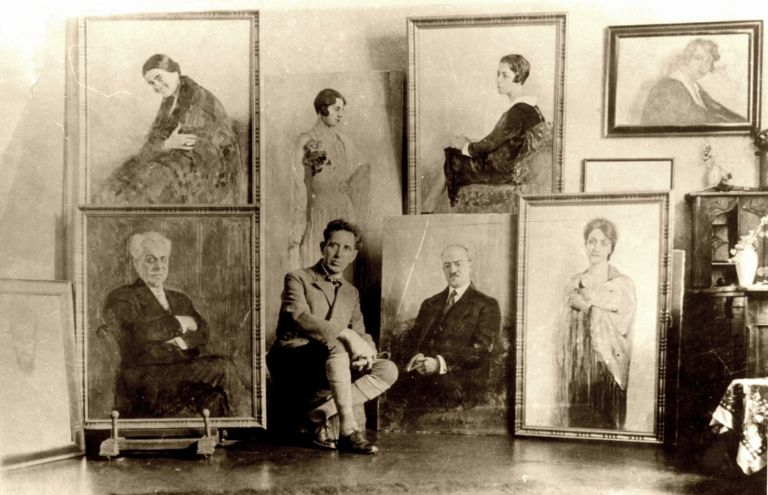
Konstantin Shtarkelov dans son atelier, années 1920.
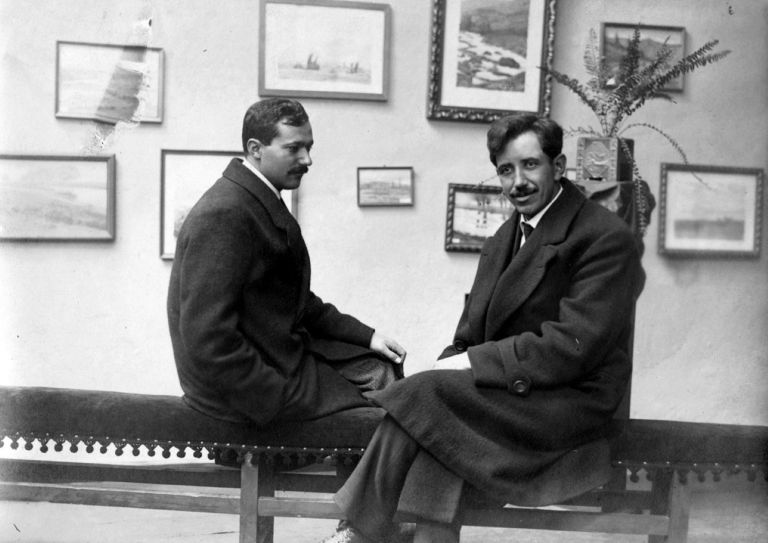
Konstantin Shtarkelov (à droite) et Grigor Vassilev (à gauche), 1915.
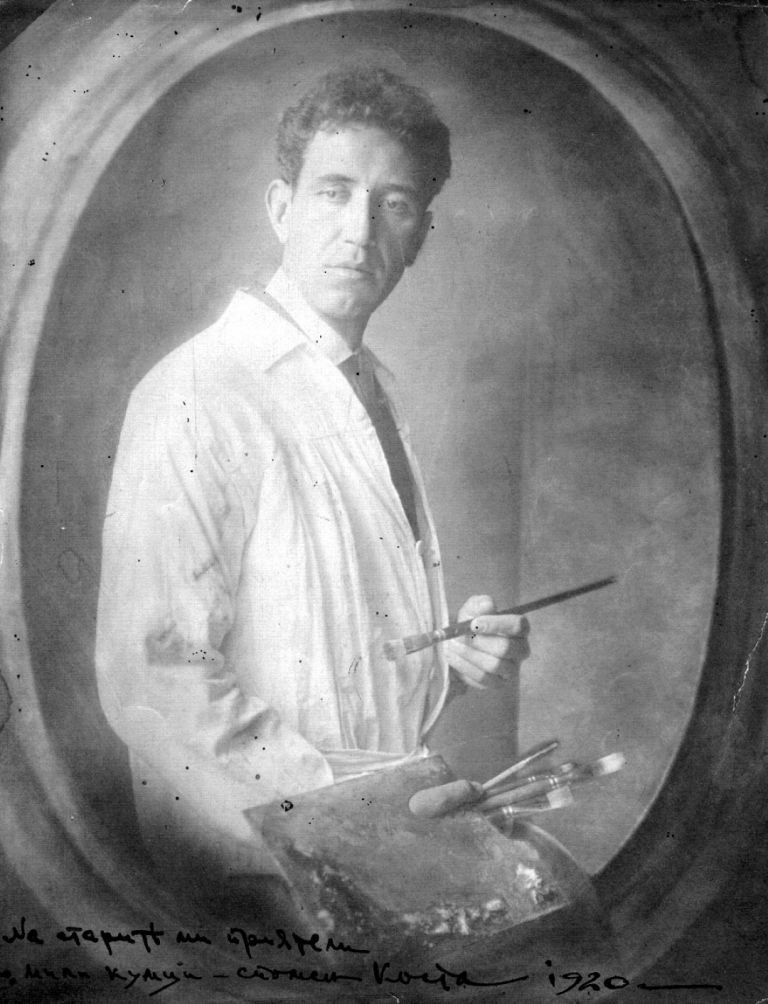
Konstantin Shtarkelov, 1920.
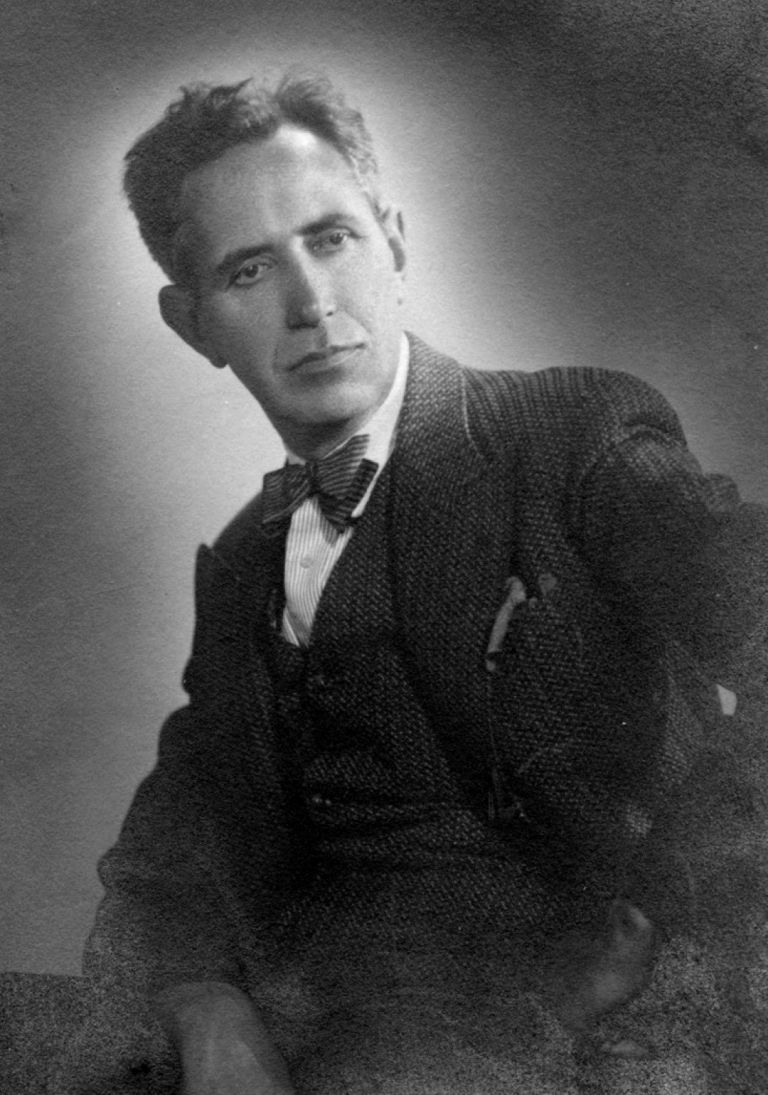
Konstantin Shtarkelov, 1933.
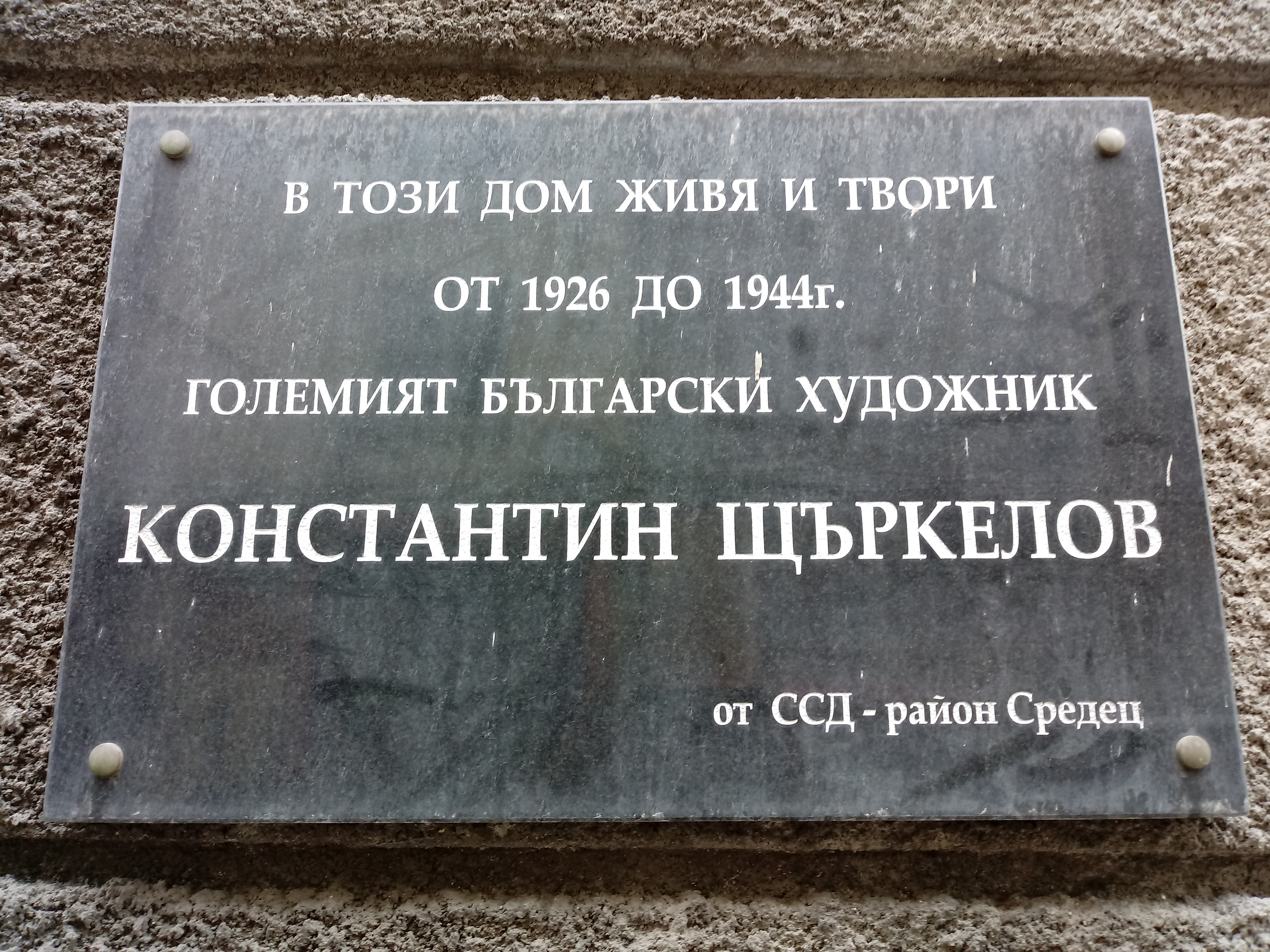
Plaque commémorative sur la maison de Shtarkelov, au 6 rue Aksakov à Sofia.